# 도코로자와역
도코로자와역(일본어: 所沢駅, ところざわえき)은 일본 사이타마현 도코로자와시에 있는 세이부 철도 이케부쿠로선 및 신주쿠선의 열차가 정차하는 역이다.

## 타는 곳
| ↑ 항공공원, 아키쓰               |
| 1\| 23 \| 4 5\|                  |
| 히가시무라야마, 니시토코로자와 ↓ |

| 1    | ■신주쿠선     | 신토코로자와・혼카와고에방면                                                              |
| 2    | ■신주쿠선     | 다나시・다카다노바바・세이부신주쿠・고쿠분지 방면                                         |
| 3    | ■이케부쿠로선 | 히바리가오카·샤쿠지이 공원·네리마·이케부쿠로· ○유라쿠초선 신키바·○ 후쿠토신선 시부야 방면 |
| 4・5 | ■이케부쿠로선 | 고테사시・한노・아가노・세이부치치부・지치부 본선 미쓰미네구치・나가토로 방면             |

- 1번 타는 곳은 신주쿠선 하행선 열차가 정차하는 곳으로, 역 서쪽 출입구(西口)와 바로 연결되어 있다.
- 2번 타는 곳은 신주쿠선 상행선 열차가 정차하는 곳으로 3번 타는 곳과 마주보는 형태로 있다.
- 3번 타는 곳은 이케부쿠로선 상행선 열차가 정차하는 곳으로 2번 타는 곳과 마주보는 형태로 있다.
- 4번 타는 곳은 이케부쿠로선 하행선 열차가 정차하는 곳으로 5번 타는 곳과 마주보는 형태로 있다.
  - 주로 특급열차나 이 역까지만 운행하는 열차, 임시열차(특히 세이부구장 앞행)가 정차한다.
- 5번 타는 곳은 이케부쿠로선 하행선 열차가 정차하는 곳으로 4번 타는 곳과 마주보는 형태로 되어 있다.

## 출구 정보
- 동쪽 출입구(東口)
  - 세이부 철도 본사
  - 세이부 버스 본사
- 서쪽 출입구(西口)
  - 세이부 백화점 도코로자와점

## 역사
- 1895년 3월 21일 - 개업.
- 1983년 4월 5일 - 동쪽 출입구 개설
- 1990년 8월 1일 - 타는 곳 북쪽(혼카와고에・이케부쿠로 방면)에 환승용 계단 설치.

## 사진

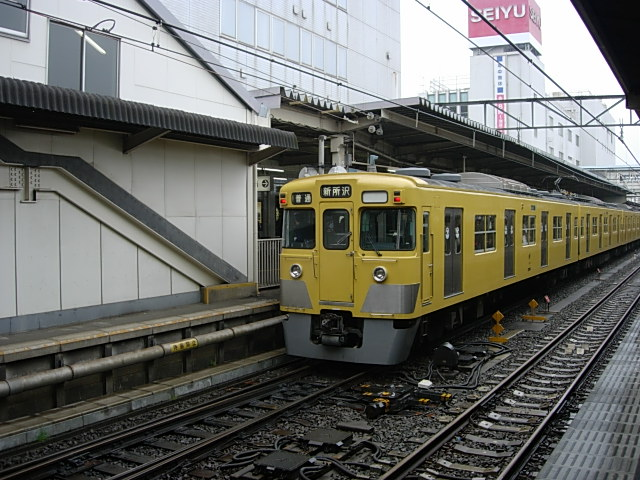
1번 타는 곳에 정차 중인 신토코로자와행 열차.

## 인접역
| 세이부 철도■이케부쿠로선                                             | 세이부 철도■이케부쿠로선       | 세이부 철도■이케부쿠로선          |
| -------------------------------------------------------------------- | ------------------------------ | --------------------------------- |
| 이케부쿠로 방면                                                      | 특급 지치부, 무사시 호         | 이루마시 세이부 지치부 방면       |
| 히바리가오카 이케부쿠로, 시부야, 요코하마 방면                       | ■쾌속급행                      | 고테사시 한노, 세이부 지치부 방면 |
| 히바리가오카 이케부쿠로 방면                                         | ■급행                          | 니시토코로자와 한노 방면          |
| 히가시쿠루메 이케부쿠로 방면                                         | ■통근급행(상행선만)            | 니시토코로자와 한노 방면          |
| 아키쓰 이케부쿠로, 신키바, 시부야, 요코하마 방면                     | ■쾌속, ■통근준급, ■준급, ■보통 | 니시토코로자와 한노 방면          |
| 임시특급 돔 호(임시열차)는 하행선 방향 다음역으로 세이부 구장앞이다. |                                |                                   |

| 세이부 철도■신주쿠선                        | 세이부 철도■신주쿠선             | 세이부 철도■신주쿠선         |
| ------------------------------------------- | -------------------------------- | ---------------------------- |
| 다카다노바바 세이부 신주쿠 방면             | 특급 고에도 호                   | 사야마시 혼카와고에 방면     |
| 히가시무라야마 세이부 신주쿠 방면           | ■쾌속급행・■통근급행（상행선만） | 신토코로자와 혼카와고에 방면 |
| 히가시무라야마 세이부 신주쿠, 고쿠분지 방면 | ■급행・■준급・■보통              | 항공공원 혼카와고에 방면     |